# Saqueo de Cullera (1550)
El saqueo de Cullera de 1550 fue una razia de los corsarios otomanos contra el litoral del Reino de Valencia.

## Antecedentes
En un periodo caracterizado por los constantes ataques de las armadas otomanas contra las costas valencianas, Cullera había sido víctima de incursiones corsarias en 1503 y 1532. Tras la Jornada de Túnez en 1535, Jeireddín Barbarroja lanzó un contraataque contra las islas Baleares, saqueando Mahón, lo que motivó a la Monarquía Hispánica a reforzar las defensas en las ciudades litorales de la península ibérica y las islas. Estos asaltos se veían facilitados, además, por la colaboración de moriscos locales. Tras la muerte de Barbarroja en 1546, Dragut Rais asumió el mando de la marina otomana.
En las Cortes de Monzón de 1547, los tres brazos del Reino de Valencia manifestaron su inquietud por la defensa costera y reclamaron mejoras en las fortificaciones de Peñíscola y Villajoyosa, la construcción de torres de vigilancia en Cullera y Oropesa del Mar, y el suministro de tres o cuatro piezas de artillería a Cullera, con el fin de disuadir a los corsarios. El príncipe Felipe encomendó a Jeroni de Cabanyelles i Gallac la tarea de determinar las medidas más adecuadas en estos asuntos, abandonando así la política tradicional de proteger el litoral mediante una armada de galeras y corsarios al servicio de la Corona.

## La razia de 1550
La armada otomana al mando de Dragut inició su travesía desde Arzew, en las inmediaciones de Orán, con rumbo a la península ibérica el 11 de mayo de 1550, llevando a cabo su primer ataque contra Benalmádena. Nueve días después, el 20 de mayo, la escuadra fue avistada en las proximidades del cabo de Gata, desde donde pretendía asaltar Cartagena; no obstante, la captura en los días anteriores de unos espías otomanos había comprometido sus planes, lo que determinó el desvío de la flota hacia el norte, donde asoló las localidades de Benisa y San Juan de Alicante. Finalmente, el destacamento naval hizo escala en Altea para reponer víveres y abastecerse de agua potable, reanudando su navegación el 24 de mayo.

## El asalto
Las medidas defensivas en el Reino de Valencia resultaron insuficientes para prevenir el ataque del 25 de mayo de 1550, cuando Dragut Rais, al mando de una flota compuesta por veintisiete galeras y galeotas, penetró por la desembocadura del Júcar hasta alcanzar Cullera. Aproximadamente un millar de corsarios desembarcaron y procedieron al saqueo de la población, que solo fue interrumpido por la llegada de refuerzos procedentes de Sueca y Alcira, formados por ballesteros y arcabuceros. El enfrentamiento en el paso del puente forzó la retirada de los atacantes, lo que motivó al propio Dragut a desembarcar con tropas adicionales para organizar una defensa de las posiciones corsarias mientras sus hombres completaban el pillaje y se replegaban a las embarcaciones. Finalizado el reembarco, se inició una alafia o proceso de negociación para el rescate de los cautivos y bienes sustraídos.

## Consecuencias
La noticia del asalto se difundió con rapidez a Valencia, desde donde se transmitió a Barcelona y al Reino de Mallorca. La escuadra otomana, sin embargo, fue capaz de interceptar a los mensajeros que portaban la alerta sobre el ataque mientras continuaba su navegación hacia las Baleares. El 30 de mayo irrumpió en Pollensa, donde 130 cristianos fueron capturados o muertos, y el 1 de junio pasó a la isla de Cabrera, donde las fuerzas corsarias permanecieron varios días descansando antes de tomar rumbo hacia Cerdeña. El 10 de julio asolaron la villa de Barenys –Salou–, que quedó destruida por completo.
Como consecuencia de estos sucesos, el castillo de Cullera recibió un refuerzo de veinte arcabuceros, ocho jinetes y una media culebrina. Posteriormente, en 1577, se erigió la Torre del Marenyet como parte del nuevo esfuerzo de fortificación. Los sucesivos ataques pusieron de manifiesto la vulnerabilidad de las defensas costeras, propiciando en 1594 la formación del Batallón de la Milicia Efectiva del Reino de Valencia, compuesto por diez mil hombres, para responder a eventuales incursiones. No obstante, tras la expulsión de los moriscos en 1609-1613, que privó a los atacantes de su apoyo logístico e informativo, la frecuencia e intensidad de los ataques disminuyeron notablemente.